# Lychas armasi
Espèce
Lychas armasi est une espèce de scorpions de la famille des Buthidae.

## Distribution
Cette espèce est endémique de Papouasie-Nouvelle-Guinée.

## Étymologie
Cette espèce est nommée en l'honneur de Luis F. de Armas.

## Publication originale
- Kovařík, 2013 : « Family Buthidae. » Illustrated catalogue of scorpions Part II Bothriuridae: Buthidae I, genera Compsobuthus, Hottentotta, Isometrus, Lychas and Sassanidotus, Prague, Clarion Production, p. 145-212.